# Getachew Reda
Getachew Reda (n. iunie 1974) este un politician etiopian de etnie tigrină. Este consilierul președintelui în funcție al Statului Tigrai, Debretsion Gebremichael, și, de asemenea, membru al comitetului executiv al Frontului de Eliberare al Poporului Tigrin, fiind purtătorul de cuvânt al organizației separatiste.